# Hide and Seek
Hide and Seek és una pel·lícula de terror i thriller estatunidenca escrita i dirigida per Joel David Moore. És una nova versió de la pel·lícula homònima coreana del 2013. La pel·lícula és protagonitzada per Jonathan Rhys Meyers, Jacinda Barrett, Joe Pantoliano i Mustafa Shakir. Es va estrenar en cinemes i en plataformes de vídeo a la carta el 19 de novembre de 2021. S'ha doblat i subtitulat al català.

## Repartiment
- Jonathan Rhys-Meyers com a Noah Blackwell
- Jacinda Barrett com a Samantha Blackwell
- Joe Pantoliano com a Collin Carmichael
- Mustafa Shakir com a Frankie Pascarillo

## Rebuda
Common Sense Media va valorar la pel·lícula amb 2 estrelles sobre 5. La pel·lícula té una puntuació del 13% a Rotten Tomatoes basada en 8 crítiques.